# Sainte-Anne (métro de Rennes)
Pour les articles homonymes, voir Sainte-Anne.
Sainte-Anne est une station des lignes a et b du métro de Rennes, située dans le centre-ville de Rennes, dans le département français d'Ille-et-Vilaine en région Bretagne.
Mise en service en 2002, elle a été conçue par les architectes Martine Weissmann et Jean Léonard pour la partie desservie par la ligne A et, pour celle desservie par la ligne B, par Canal Architecture avec Thierry Roty, 8'18" et Beterem Ingénierie.
C'est une station, équipée d'ascenseurs, qui est accessible aux personnes à mobilité réduite.

## Situation sur le réseau
Établie en souterrain (tunnel profond) sous la place Sainte-Anne, la station Sainte-Anne est située :
- sur la ligne A entre les stations Anatole France (en direction de Kennedy) et République (en direction de La Poterie) selon un axe nord-ouest-sud ;
- sur la ligne B entre les stations Saint-Germain (en direction de Gaîté) et Jules Ferry (en direction de Viasilva) selon un axe nord-est-sud.

## Histoire

### Ligne A
La station Sainte-Anne est mise en service le 15 mars 2002, lors de l'ouverture à l'exploitation de la ligne A. Son nom a pour origine la place Sainte-Anne, sous laquelle elle se situe. Elle est réalisée par les architectes Martine Weissmann et Jean Léonard, qui ont dessiné une station sur quatre niveaux : une salle des billets au niveau -1, éclairée de façon naturelle grâce à une dalle de verre de 20 m2, deux mezzanines intermédiaires aux niveaux -2 et -3 et les quais au niveau -4.
La construction de la station débute en 1997.
Elle a été la cinquième station atteinte par le tunnelier « Perceval » le 10 novembre 1999 soit 86 jours après son départ de la station République. Cette section a été moins problématique que la précédente, bien qu'un des moteurs du tunnelier soit tombé en panne en octobre 1999 et qu'il ait fallu faire évacuer plusieurs jours les habitants de l’îlot « Pont-aux-Foulons » le temps que le tunnelier passe dessous de crainte qu'il s'effondre, le quartier étant bâti sur un sol instable, ce qui ne produira heureusement pas. Il quittera la station le 6 décembre 1999, en direction la station Anatole France, dernière station qu'il creusera. La profondeur de la station est de 19,75 mètres à l'emplacement des voies. Le projet initial était de 16,25 mètres, toutefois en raison des incidents rencontrés lors de l'évolution du tunnelier Perceval, il a été décidé de modifier le trajet en augmentant la profondeur de 3,50 mètres.
Le gros œuvre est terminé en octobre 2000 ; le second œuvre (sols, plafonds, garde-corps, portes palières, etc.) débute dans la foulée et s'achève en février 2002, en même temps que les aménagements de surface,.
Elle est la deuxième station la plus fréquentée de la ligne A derrière République, avec un trafic journalier cumulé de près de 42 554 montées et descentes en 2009.

### Ligne B
Elle est mise en correspondance le 20 septembre 2022 avec la ligne B. Pour la deuxième ligne, les architectes sont Canal Architecture avec Thierry Roty, 8'18" (conception des éclairages) et Beterem Ingénierie qui ont dessiné une station dont les quais sont au niveau –3 comme ceux de la ligne A.
L'architecture de la station est marquée par les lames de verre colorés installées au-dessus des quais contrastant avec les piliers en béton et qui, via l'éclairage, se retrouvent illuminés à la façon des vitraux de la basilique voisine.
La station devait initialement se situer pile sous l'immeuble « Dubonnet » mais a été décalé plus à l'ouest car le maitre d'œuvre Egis s'est rendu compte que ça coûterait moins cher.
Les travaux ont commencé le 13 janvier 2014.
La nouvelle station se situe à l'est de la station existante et a nécessité de démolir en 2014 deux immeubles de la place, situés sur l’îlot dit de « Bonne nouvelle », connus pour leur publicité murale pour la marque Dubonnet qui seront reconstruits par les architectes de la station, et dont l'un est doté d'un accès à la station composé d'escaliers fixes et mécaniques et d'un ascenseur, ainsi que d'une agence commerciale du STAR,. Un autre accès composé d'escaliers fixes et mécaniques, est construit à proximité des accès existants, ce qui porte à cinq le nombre d'accès à la station.
Les quatre niveaux des deux stations seront reliés entre eux, particulièrement la salle des billets via l'agrandissement du niveau -1 existant,. Les premiers travaux ont été réalisés entre avril et mai 2016.
En mars 2015, les travaux de la station de la ligne B ont engendré des fissures sur la basilique (parfois encore nommée église Saint-Aubin), nécessitant l'arrêt des travaux et la consolidation de l'édifice. Ils n'ont repris qu'au mois de septembre suivant, la consolidation de l'édifice ayant consisté à renforcer les arcs-boutants. Le terrassement s'achève début 2016.
En septembre 2016, alors que le tunnelier « Elaine » n'est qu'à 150 mètres de la station, de nombreux immeubles ont subi des travaux de renforcement, nécessitant l'évacuation des lieux, pour limiter les risques de déstabilisation provoqués par le tunnelier, le sol formant un « millefeuille » à cet endroit. Elle a été la sixième station atteinte par le tunnelier le 20 septembre 2016, en venant de la station Saint-Germain. Le creusement de cette section s'est fait sans encombre, les points sensibles tels l’îlot « Pont-aux-Foulons » ayant été renforcés en prévision par injection de béton dans les couches géologiques problématiques, ce qui n'a pas empêché des petites fissures dans certains bâtiments,. Il quittera la station le 9 novembre 2016, après une période de maintenance d'un mois et demi, en direction de la station Jules Ferry.
Le gros œuvre s'achève début 2018, le second œuvre débute dans la foulée pour s'achever fin 2020 tandis que le couloir de correspondance avec la ligne A est achevé début 2021. La signalétique est posée à l'été 2021.
La construction du nouvel immeuble au-dessus de la station, dont l'architecture est censée rappeler les maisons à colombages et qui accueille des logements sociaux, débute en 2019 pour une livraison en 2020.
La station est située à une profondeur de 19,9 mètres, sensiblement équivalente à celle de la ligne A,.
L'artiste brésilienne Camila Oliveira Fairclough (en) a réalisé une fresque peinte sur les murs de la station baptisée Rendez-Vous,.

Extension de la station pour la ligne B
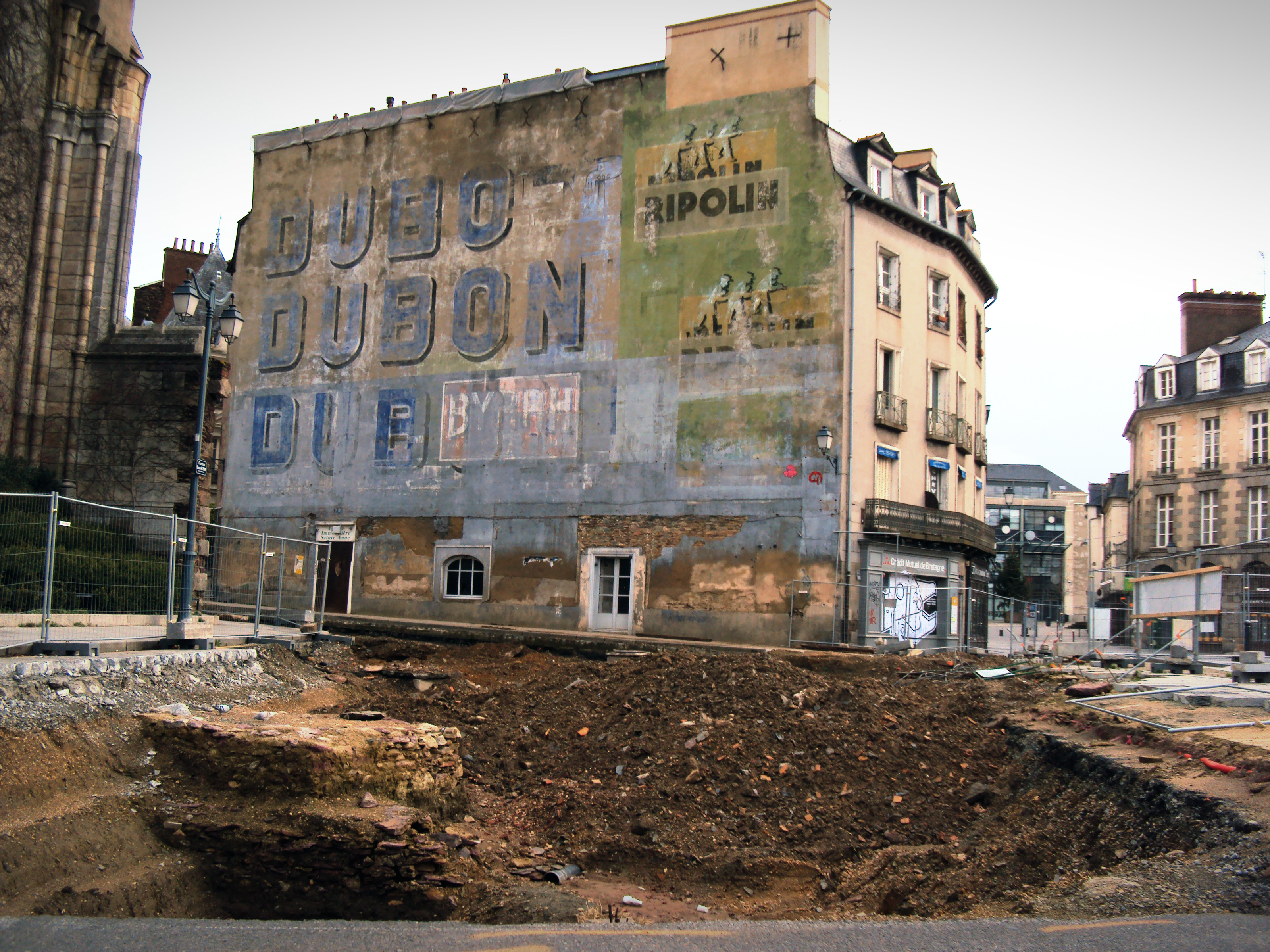
L'immeuble « Dubonnet » en 2013, démoli en 2014.
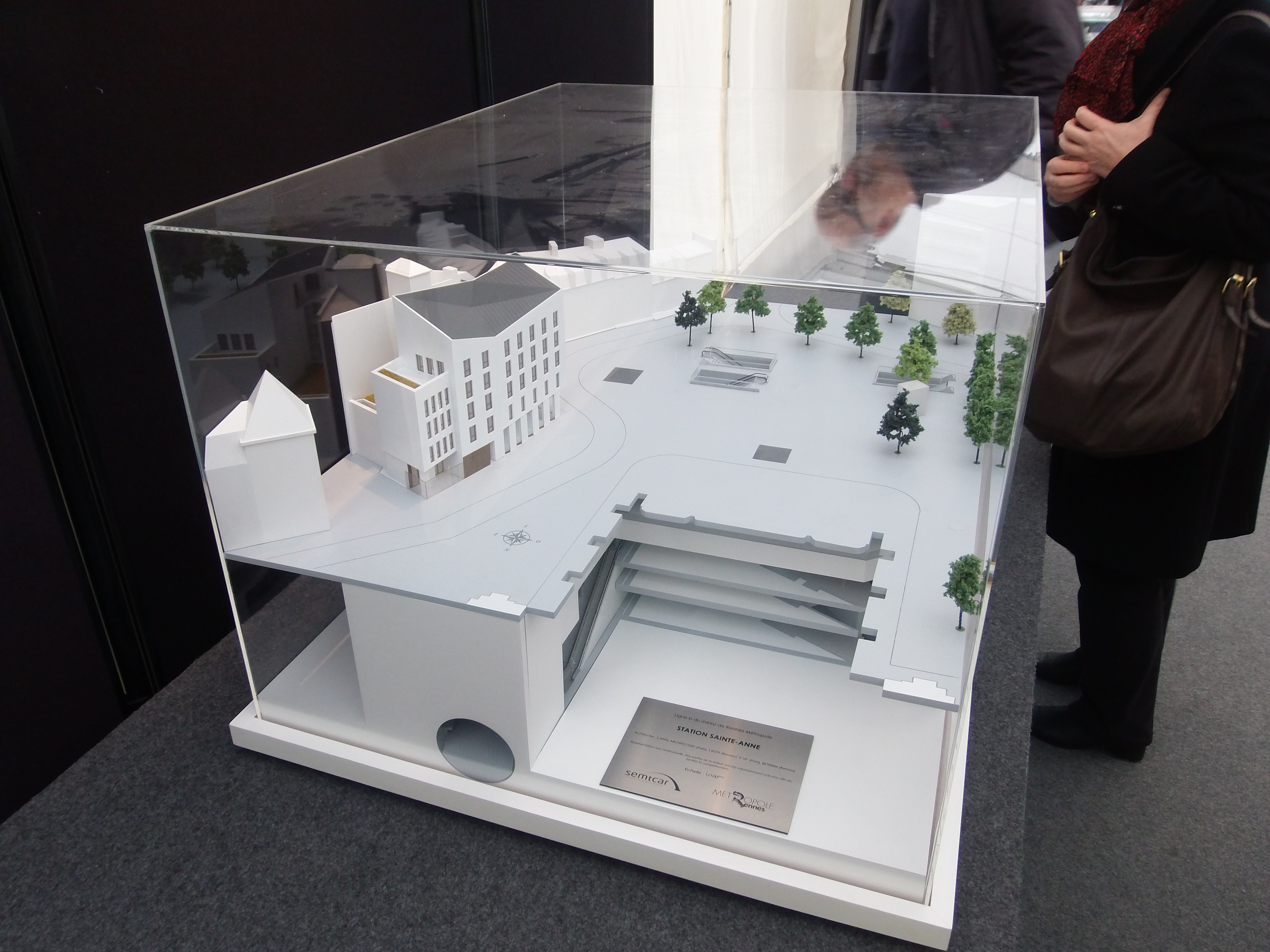
Maquette de la station de la ligne B.
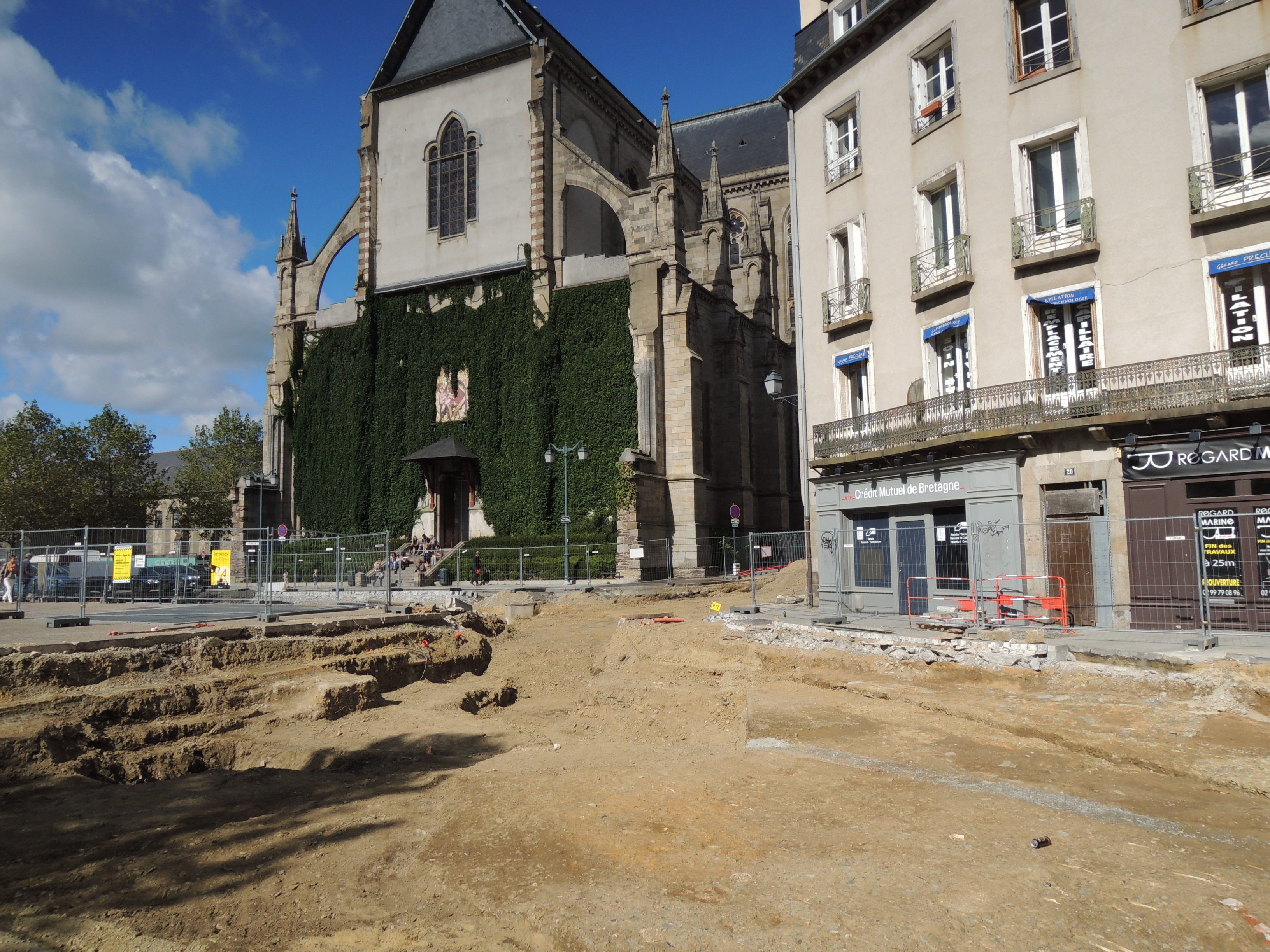
Fouilles archéologiques dans le cadre de la construction de la ligne B.

## Service des voyageurs

### Accès et accueil
La station dispose de quatre accès, répartis sur la partie centrale de la place :
- Accès no 1 « place Sainte-Anne » : Un escalier couplé à un escalier mécanique, côté est;
- Accès no 2 « rue Saint-Michel » : Un escalier, côté ouest, donnant accès à la salle des billets, donnant lui aussi accès à la salle des billets ;
- Accès no 3 « rue d'Antrain » : Un accès placé à côté de l'agence commerciale, est présent au rez-de-chaussée de l'immeuble Les Malouins construit à l'est de la place. Sa mise en service se fait en même temps que la seconde ligne ;
- Un ascenseur desservant tous les niveaux de la station côté nord.

Depuis la salle des billets, on retrouve un second ascenseur faisant la liaison avec les deux niveaux inférieurs et deux escaliers mécaniques effectuant la liaison, chacun dans un sens, avec la mezzanine intermédiaire et depuis cette dernière on retrouve deux escaliers mécaniques montant depuis chacun des quais.
Elle dispose de distributeurs automatiques de titres de transport et est équipée de portillons d'accès couplés à la validation d'un titre de transport, opérationnels à partir du 1er décembre 2020 concomitamment au nouveau système billettique, afin de limiter la fraude. La décision de modification a été confirmée lors du conseil du 30 avril 2015 de Rennes Métropole.
À partir du 30 mars 2018 et pour une durée de six mois, des diffuseurs de parfum sont installés sur les quais afin de guider les personnes malvoyantes, en complément des annonces sonores et visuelles existantes : l'odeur diffère selon le quai et la direction. Ce système est mis au point par la société Sensorys et, si l'expérimentation s'avère concluante et si le collectif Handicap 35 rend un avis positif, sera déployé dans les autres stations du réseau. En juin 2018, les premiers retours sont mitigés, jugeant que les parfums se sont pas assez différenciés, non réglementés ou encore inutiles. L'expérimentation est finalement stoppée durant l'été 2018.

Les accès et les environs la station
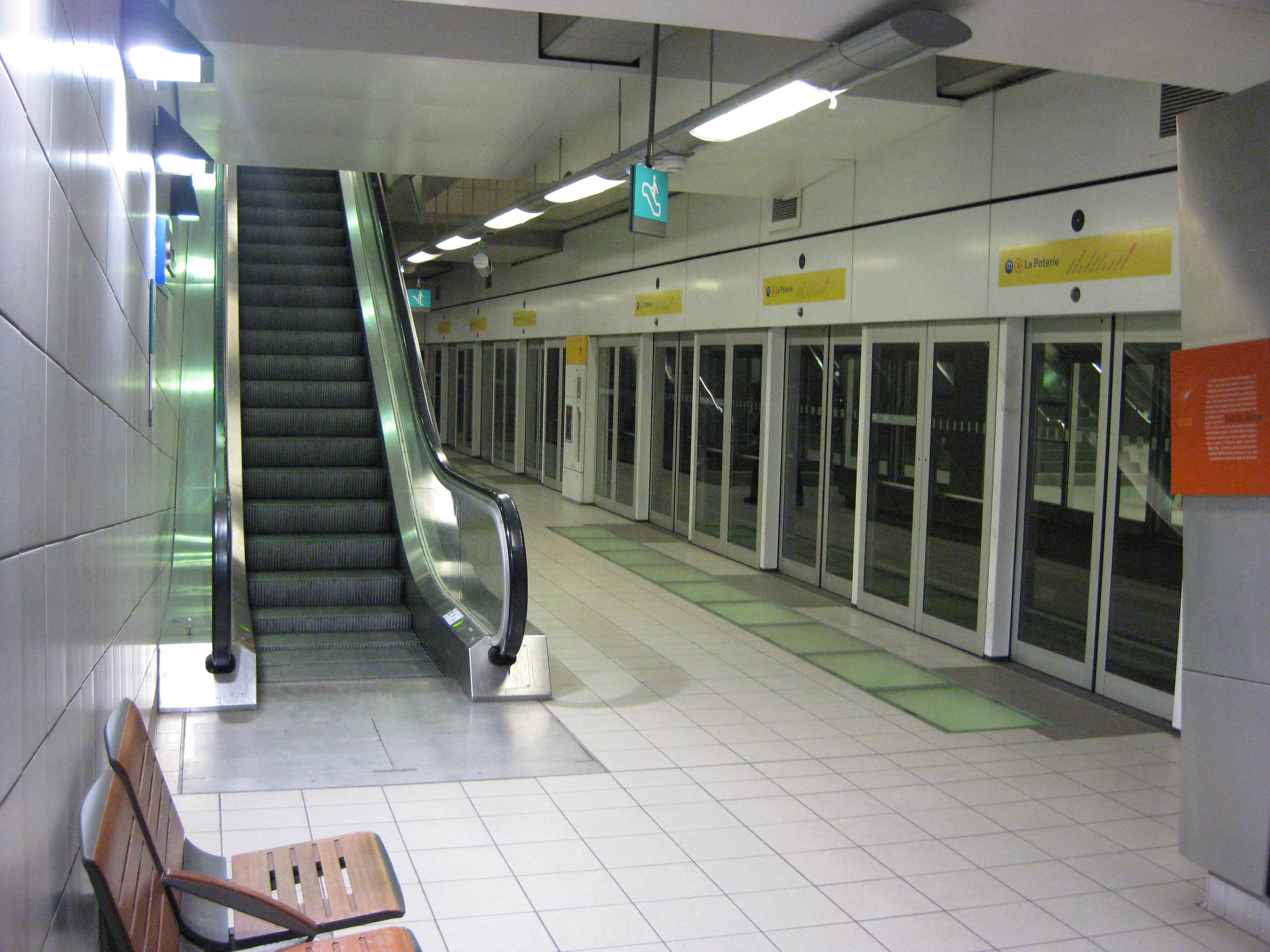
Quai direction la Poterie
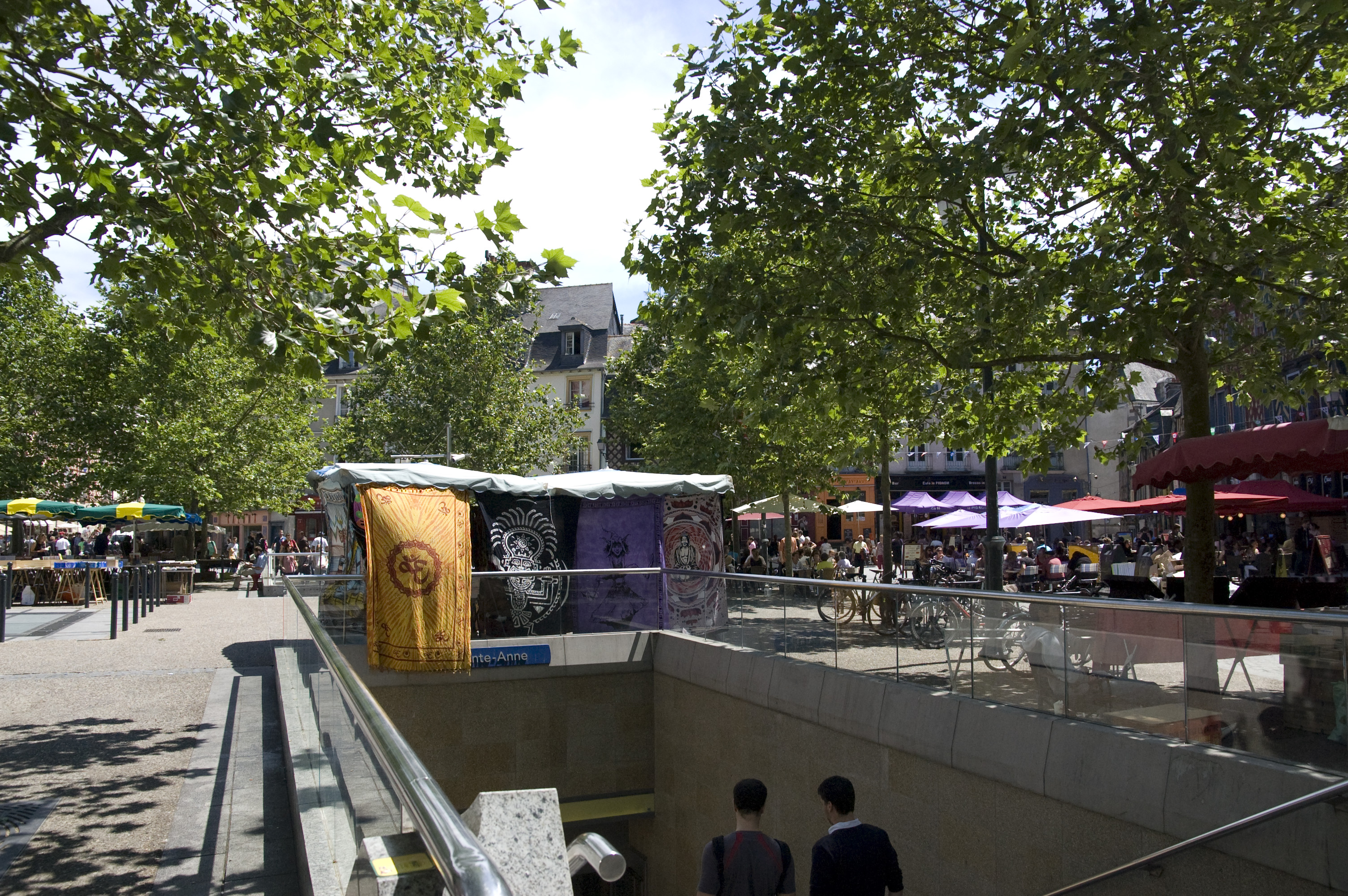
Bouche ouest
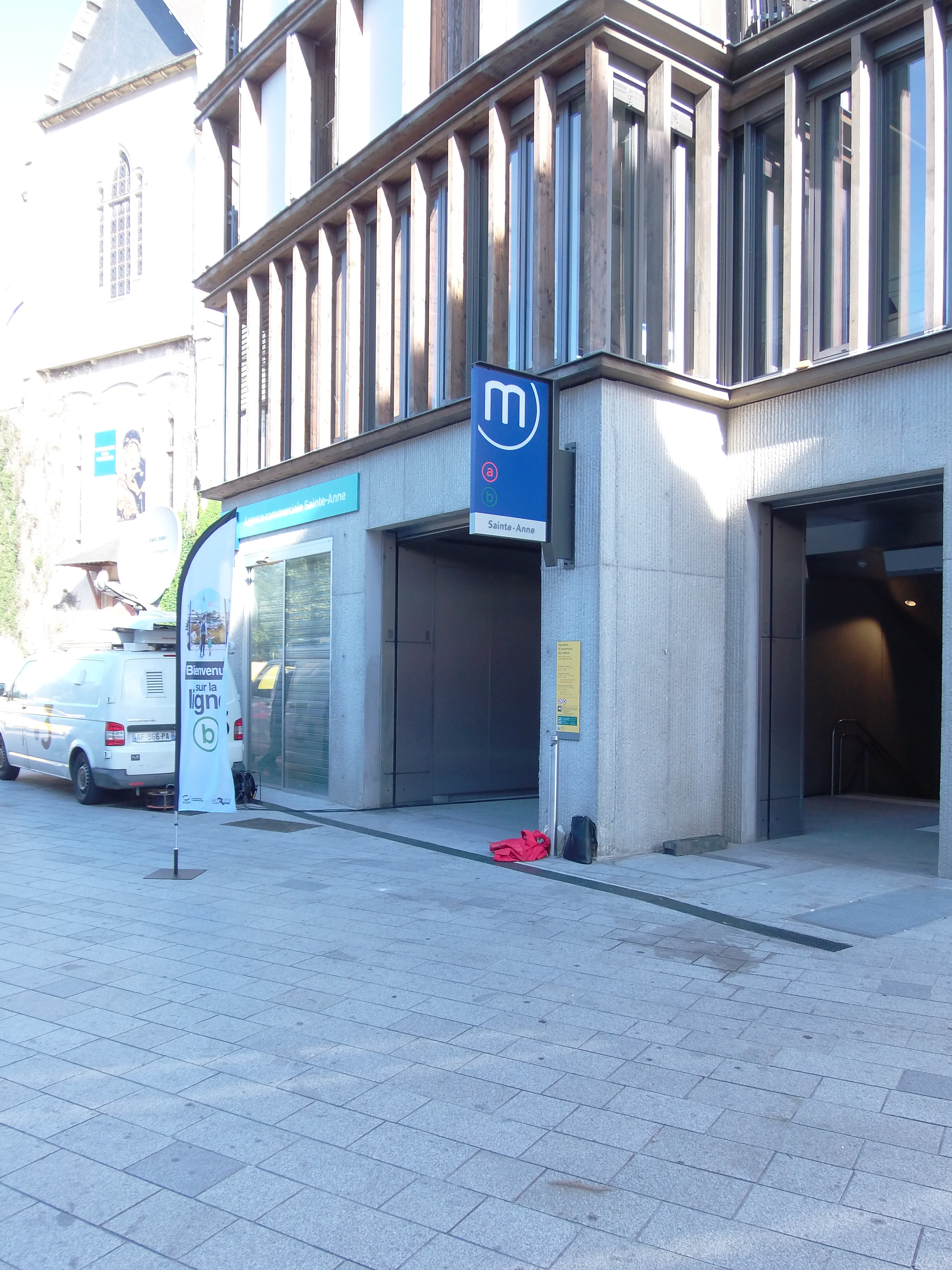
L'accès intégré à un immeuble construit avec la ligne B.
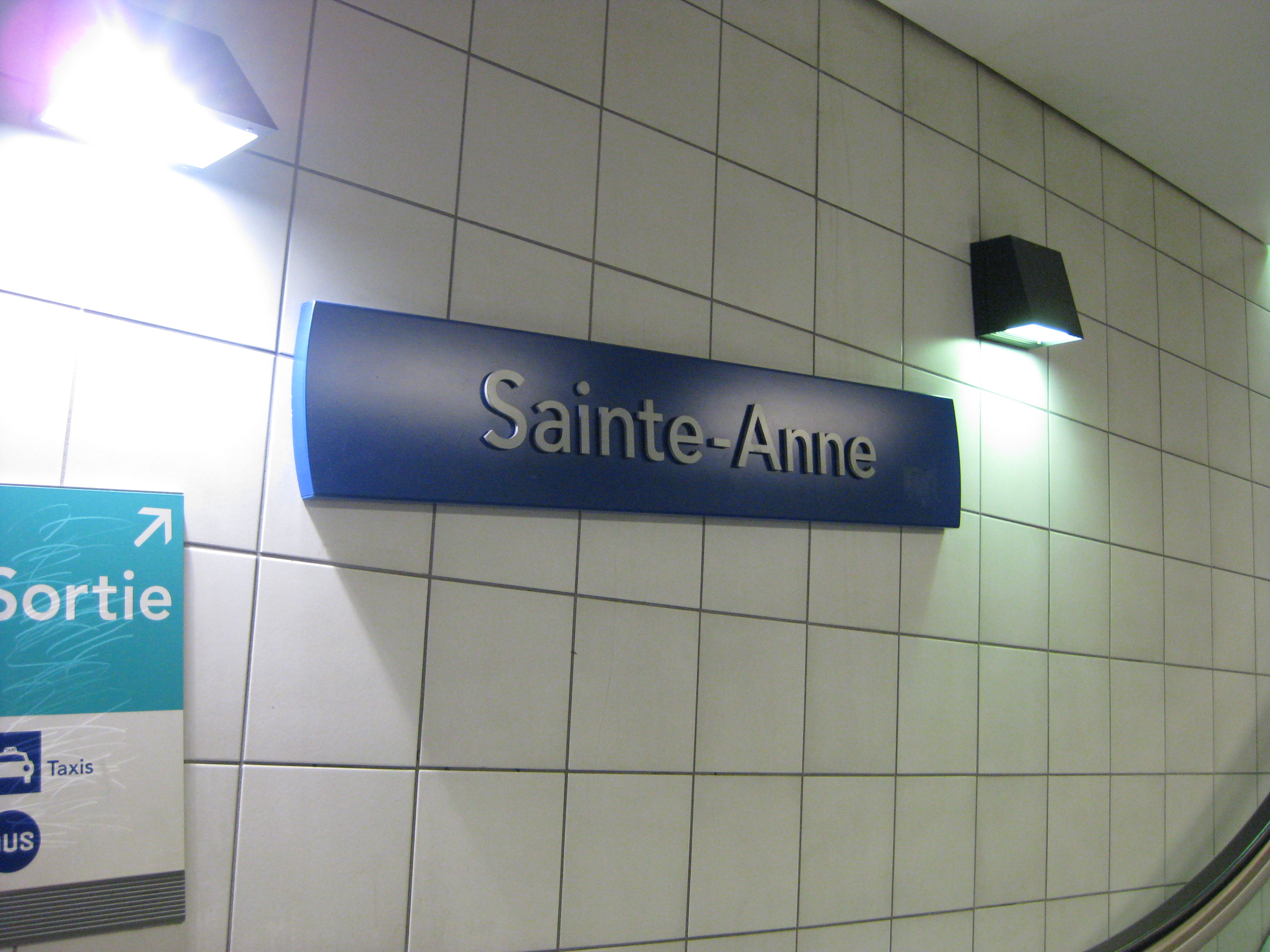
Signalétique
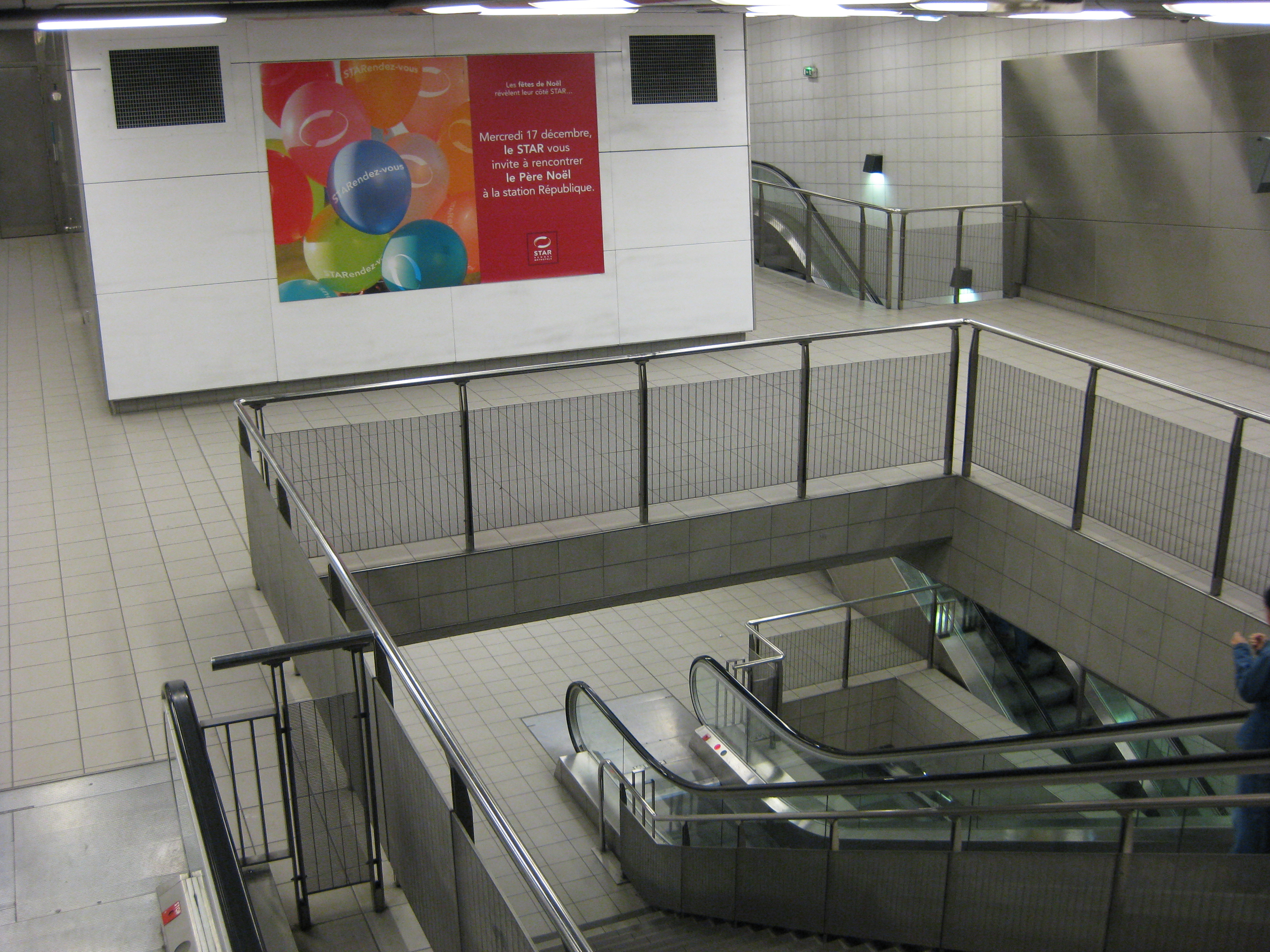
Escalators et escaliers d'accès aux quais de la station Sainte-Anne

### Desserte
Sainte-Anne est desservie par les rames qui circulent quotidiennement sur :
- la ligne A, avec une première desserte à 5 h 20 (7 h 30 les dimanches et fêtes) et la dernière desserte à 0 h 40 (1 h plus tard les nuits des jeudis aux vendredis, vendredis aux samedis et des samedis aux dimanches) ;
- la ligne B, avec une première desserte à 5 h 20 (7 h 25 les dimanches et fêtes) et la dernière desserte à 0 h 32 (1 h plus tard les nuits des jeudis aux vendredis, vendredis aux samedis et des samedis aux dimanches).

### Intermodalité
Deux stations STAR, le vélo (Sainte-Anne et Place Hoche) et une station Citiz Rennes Métropole existent à proximité de la station,.
À la mise en place de la restructuration le 24 octobre 2022, plus aucune ligne de bus ne dessert la station, les arrêts les plus proches sont situés à plus de 400 m à pied par la voie publique, mais dès le 28 octobre, la Navette centre-ville exploitée avec des minibus électriques voit le jour en dans le centre historique en lien avec le projet de zone à trafic limité,,,. Avant cela elle faisait office de point de correspondance pour les lignes du nord de Rennes Métropole, tâche dévolue désormais à la station Les Gayeulles.
En cas d'arrêt prolongé d'une des lignes, la station n'est pas desservie par les navettes de remplacement Bus relais métro : celle de la ligne A dessert à la place l'arrêt Les Lices de la ligne C2 à environ 650 m de marche par la voie publique, le long du canal d'Ille-et-Rance tandis que celle de la ligne B dessert à la place l'arrêt Fossés situé sur le contour de la Motte,,.

## Archéologie
Les fouilles préalables à la construction de la station menée entre avril et juin 1998 ont permis de découvrir une cinquantaine d'objets datés du XVIe au XVIIIe siècle et provenant des latrines de l'ancien hôpital Sainte-Anne,. Puis en 2013, lors des fouilles préventives pour la seconde ligne, ce sont des tombes du cimetière de ce même hôpital qui ont été mises au jour, qui a fonctionné entre le XIVe et le XVIe siècle,. Les archéologues suggérèrent, lors des fouilles de 1992, de décaler la station de la ligne deux mètres vers l'Est afin de préserver les vestiges de l'ancienne église Saint-Aubin.
Des copies des pièces découvertes en 1998, accompagnées de copies d'objets gallo-romains trouvées lors de fouilles sous la place Hoche lors de la construction du parking souterrain, sont exposées dans des vitrines à l'intérieur de la station.

## À proximité
La station dessert notamment :
- la place Sainte-Anne ;
- le couvent des Jacobins, qui accueille depuis 2018 le centre des congrès de Rennes Métropole ;
- la basilique Notre-Dame-de-Bonne-Nouvelle (encore appelée église Saint-Aubin, bien que ce nom désigne en réalité l'ancien édifice) ;
- la place Hoche, où se situe le centre commercial La Visitation ;
- le campus centre et l'école régionale des beaux-arts ;
- La Cité, à la fois salle de spectacles et salle de rencontres syndicales ;
- le Jeu de paume.